# Wolfram H.-P. Thiemann

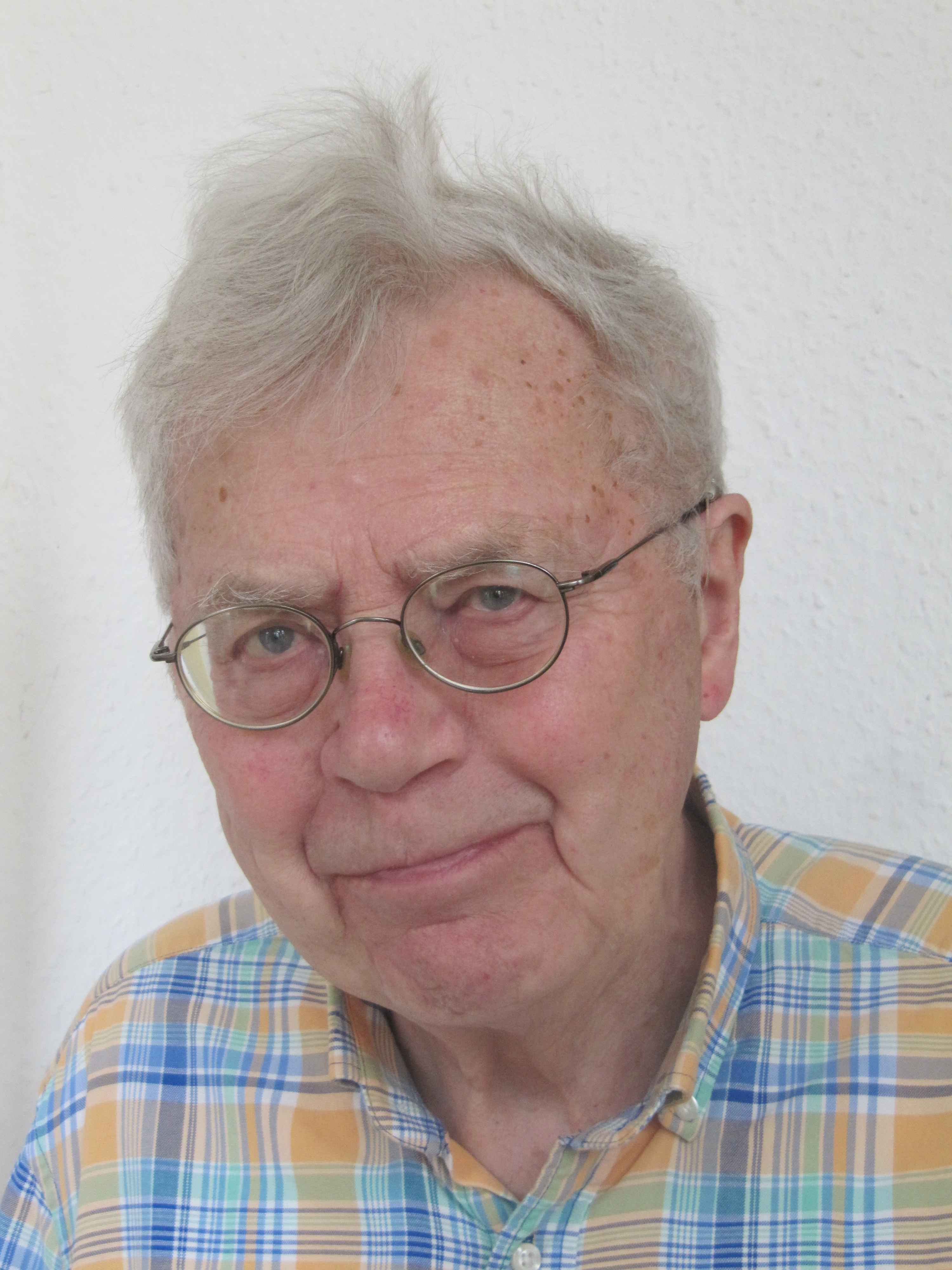
Wolfram H.- P. Thiemann (2024)

Wolfram Hans-Peter Thiemann (* 29. Januar 1938 in Oppeln, Oberschlesien) ist ein deutscher Physikochemiker und emeritierter Professor an der Universität Bremen, dessen Hauptforschungstätigkeiten im Bereich der Exposition des Menschen durch Umweltschadstoffe, der Wasserqualität und Technologien zur Wasseraufbereitung mit Hilfe physikalischer Methoden sowie der Entstehung von Leben auf der Erde und der Suche nach Lebensspuren im Weltall im Zusammenhang mit dem Ursprung der Homochiralität bestand.

## Biografie
Thiemann ist der Sohn des promovierten Volkswirts Max Thiemann und seiner Ehefrau Margot. Kurz vor Ende des Zweiten Weltkrieges musste er als Siebenjähriger mit seiner Mutter und seiner zweieinhalb Jahre älteren Schwester Kristine nach Oberbayern fliehen und lebte dort anfangs in Übersee am Chiemsee in Notunterkünften. Obwohl er selbst auch katholisch war, erlebte er in der dortigen Volksschule eine sehr schwierige Zeit, weil er sich als Flüchtling und Nicht-Bayer nicht anerkannt fühlte. Danach besuchte Thiemann für kurze Zeit das Altsprachliche Gymnasium im benachbarten Traunstein. Unterstützt durch die Kontakte seines Vaters zog seine Familie nach München, wo er eineinhalb Jahre lang ans Theresien-Gymnasium ging. Die Familie zog nach Minden, wo Thiemann 1957 das Abitur am Ratsgymnasium mit den Schwerpunktfächern Latein und Altgriechisch ablegte.
Er begann 1957 ein Diplomstudium der Chemie an der Ludwig-Maximilian-Universität in München. Da sein Vater schon bald ein Arbeitsangebot in Berlin bekam, und er sich kreativere Lehrmethoden und nicht so überfüllte Hörsäle wie in München wünschte, zog er mit seiner Familie dorthin und begann sein drittes Fachsemester in Chemie an der Freien Universität Berlin-Dahlem. Da er das Studium hier anfangs auch nicht als sehr inspirierend empfand, nutzte er nach einem Semester die Gewährung eines Stipendiums und wechselte 1958 an die Wesleyan University Middletown in Connecticut in den Vereinigten Staaten von Amerika. Bis 1959 war er an der Eliteuniversität und lernte unter anderem auch über Quantenchemie und Quantenmechanik. Danach kehrte Wolfram Thiemann motiviert an die Freie Universität Berlin zurück. Weniger an reinen Laboranalysen chemischer Produkte interessiert, schrieb er 1963 seine Diplomarbeit über Isotopenanreicherung am damaligen Hahn-Meitner Institut (HMI) für Kernforschung in Berlin-Wannsee. Von 1963 bis 1966 arbeitete er als Wissenschaftlicher Assistent an diesem Institut, das von dem Nuklearchemiker Karl-Erik Zimen, einem Schüler von Otto Hahn, geleitet wurde. Zusammen mit dem Physiker Klaus Wagener betreute dieser auch die Dissertation von Wolfram Thiemann über die Anreicherung von Kohlenstoffisotopen durch Gegenstrom-Ionenwanderung, die 1966 von ihm verteidigt wurde. Bis 1968 übernahm Wolfram Thiemann auch die Stelle eines Wissenschaftlichen Oberassistenten am HMI Berlin.
1968 folgte er der Einladung von Klaus Wagener, der einen Ruf als Professor für Biophysik an die Rheinisch-Westfälische Technische Hochschule (RWTH) nach Aachen angenommen hatte, dabei gleichzeitig auch zum Direktor des Instituts für Physikalische Chemie in der KFA Jülich ernannt worden war, nach Jülich. Hier hatte Wolfram Thiemann absolute Freiheit zur Auswahl eines wissenschaftlichen Themas, erforschte daraufhin in einer kleinen Arbeitsgruppe den Ursprung des Lebens unter besonderer Berücksichtigung der Homochiralität der terrestrischen Biosphäre auch mit Hilfe von Laborexperimenten, in denen Anreicherungsmechanismen verwendet wurden, die wie in Berlin die Gegenstromionenwanderung ausnutzten. Ein Sabbatjahr verbrachte er 1979/80 als Gastwissenschaftler am Labor für chemische Evolution, Abteilung Chemie an der Universität Maryland. Er war in Jülich bis zuletzt Mitglied des Betriebsrates und des Wissenschaftlichen Rates der KFA. Sein stärker werdendes, auch in der Öffentlichkeit vorgetragenes Engagement im Rahmen der Kritik der Entwicklung der Atomenergie in Deutschland in den 1970er Jahren trug ihm viel Ärger in der KFA und der RWTH Aachen ein. Als Konsequenz dieses Konfliktes zwischen der vom KFA geforderten „Staatsdoktrin“ und der Notwendigkeit freier Meinungsäußerung als Wissenschaftler zog Thiemann schließlich seinen Antrag auf Eröffnung eines Habilitationsverfahren in Aachen zurück. Ohne den Abschluss einer solchen Habilitationsarbeit nahm er 1986 eine Professur für Physikalische Chemie mit dem Schwerpunkt Kinetik chemischer Reaktionen, für Umweltwissenschaften und Weltraumchemie an der Universität Bremen an. Seine Hauptforschungstätigkeiten waren die Entwicklung hochempfindlicher Instrumente zur Analytik organischer Chemikalien, die Erforschung des Ursprungs und der Entwicklung des Lebens auf der Erde und die Suche nach und Erforschung der Ursachen homochiraler Aminosäuren. Autoren- und Gutachtertätigkeiten, Tagungsorganisationen, Lehraufträge an anderen Universitäten und die Mitarbeit bei internationalen Projekten, insbesondere auch das Engagement für akademische Kooperationen mit Ländern der dritten Welt und Schwellenländern prägten die Arbeit von Wolfram Thiemann, der 2003 emeritiert wurde.
Mit seiner ersten Frau Isabella hat er zwei Töchter großgezogen, den Neffen seiner zweiten chinesischen Frau Que Wen hat er adoptiert.

## Forschungsarbeiten

### Zur Isotopentrennung
Am Hahn-Meitner Institut in Berlin hat Wolfram Thiemann Forschungsarbeiten zur Anreicherung der Lithium-Isotope 6 und 7 sowie der Kohlenstoff-Isotope 12, 13 und 14 durch Gegenstromwanderung durchgeführt. Er hat die kerntechnische Identifizierung des Lithium-6 Isotops durch Neutroneneinfang-Aktivierung weiterentwickelt, und mittels Massenspektroskopie stabile Kohlenstoffisotope identifiziert.
Zentrales Forschungsthema seiner Arbeiten an der Kernforschungsanlage Jülich war die Suche nach dem Ursprung der Homochiralität in der terrestrischen Biosphäre. Er analysierte Aminosäuren mithilfe neuer chromatographischer Methoden, beschäftigte sich mit der Anreicherung kleinster Energieunterschiede (als Konsequenz der sog. Paritätsverletzung der Schwachen Wechselwirkung) mithilfe physikochemischer Verfahren wie etwa wiederholter Präzipitation oder Polymerisation und untersuchte den Einfluss von Magnetfeldern auf eine stereoselektive Synthese enantiomerer Moleküle.

### Zum Ursprung des Lebens
Wissenschaftlich hat er sich mit seiner Bremer Arbeitsgruppe intensiv mit der Erforschung der Homochiralität, der einseitigen Ausprägung der Chiralität von Biomolekülen nicht nur auf unserem Planeten, sondern auch auf Himmelsobjekten außerhalb der Erde auseinandergesetzt. In der Bremer Universität wurde versucht, eine Antwort auf die Frage zu finden, wie man im Labor Bedingungen simulieren könnte, unter denen sich erste homochirale Strukturen entwickeln würden, aus denen danach im Laufe der chemischen, präbiologischen Evolution erste Protozellen entstanden sein könnten.
Im Rahmen eines zweiten Forschungsobjekts untersuchte er in Bremen, ob die Homochiralität der organischen Moleküle, deren verbreitete Existenz im Weltall, sowohl im interstellaren Staub als auch auf anderen Planeten, Kometen, Asteroiden und in Meteoriten nachgewiesen werden konnte, sogar als geeigneter Biomarker für den Nachweis der Existenz von lebender Materie Hinweise auf biologische Strukturen auch außerhalb unserer terrestrischen Umgebung geben könnte.

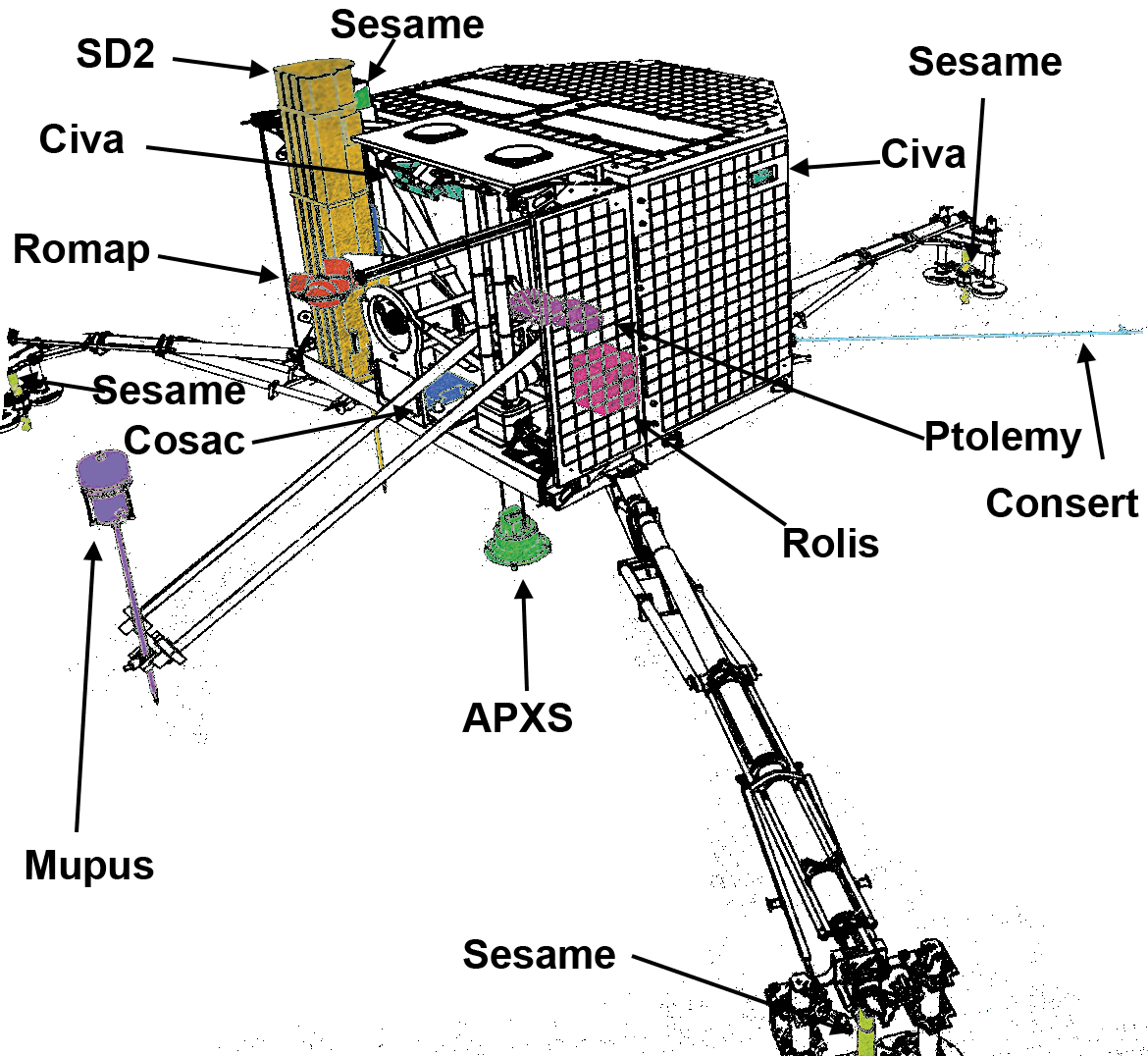
Die Lage des Cometary Sampling and Composition Experiments (Cosac) an Bord des Philae-Landers der ESA

Seine Bremer Arbeitsgruppe wurde u. a. dazu aufgefordert, sich wissenschaftlich an dem Rosetta-Philae Projekt zu beteiligen, das von der Europäischen Raumfahrt Agentur ESA gesponsert und vom damaligen Max-Planck-Institut (MPI) für Sonnensystem-Forschung in Katlenburg-Lindau unter der Projektleitung von Helmut Rosenbauer betrieben wurde. In enger Zusammenarbeit mit der MPI-Gruppe wurde in Bremen ein Versuchsaufbau erdacht und aufgebaut, bei dem an Bord einer Raumsonde zwei analytische Geräte auf die Oberfläche eines Kometen gebracht werden sollten. Mit dafür geeigneten Instrumenten sollte nach der möglichen Existenz (homo-)chiraler kohlenstoffhaltiger Moleküle gesucht werden. Schwerpunkt der Forschungsarbeiten war die Entwicklung eines Chromatographen in miniaturisierter Form, mit Hilfe dessen vor Ort insbesondere nach chiralen Aminosäuren auf Kometenoberflächen gesucht werden sollte.
Nach mehrjähriger Vorbereitungsarbeiten wurde die Rosetta Sonde am 2. März 2004 von Kourou Französisch-Guayana in Südamerika aus auf die Reise zum Kometen 67P/Churyumov-Gerasimenko geschickt. Nachdem die Sonde nach 10-jähriger Reise den Kometen erreicht hatte, landete die Landesonde Philae am 12. November 2014 auf der Kometenoberfläche. Die an der Universität Bremen zusammen mit dem MPI im Rahmen des Teilprojekts COSAC (Cometary Sampling and Composition experiment) entwickelten Geräte, einem Massenspektrometer sowie einem Gaschromatographen zur Detektion chiraler kohlenstoffhaltiger Moleküle, konnten zwar an Bord von Philae auf dem Kometen abgesetzt werden. Da diese Landesonde nach mehreren Sprüngen über die Kometenoberfläche schließlich in einer Spalte im Schatten der Sonne landete, konnten die meisten der geplanten Messungen aufgrund mangelnder Energieversorgung durch Solarmodule allerdings nicht durchgeführt werden. Trotz dieser Panne wurden für einen kurzen Zeitraum zumindest einige wichtige kohlenstoffhaltigen Chemikalien massenspektrometrisch identifiziert werden. Gaschromatographische Untersuchungen gelangen dem COSAC-Team aber nicht.
Wolfram Thiemann verfolgt heute mit großem Interesse die auch durch ihn unterstützten Planungsarbeiten der ESA, die Suche nach Biosignaturen mit einem Rover im Rahmen der europäisch-russischen ExoMars-Mission auf dem Mars fortzuführen. Ein darauf installiertes amerikanisches MOMA (Mars Organic Molecule Analyzer)-Instrument integriert einen Goddard-Linear-Ionenfallen-Massenspektrometer, einen französischen Gaschromatographen sowie einen deutschen Laser. Die Existenz von Zuckermolekülen und Aminosäuren mit übermäßiger molekularer Homochiralität (Asymmetrie) könnte wichtige Hinweise auf den möglichen biologischen Ursprung dieser Moleküle sowie auf eine mögliche Existenz früheren Lebens auf dem Mars liefern. Aufgrund des Ausschlusses der ursprünglich an diesem Projekt beteiligten russischen Wissenschaftler im Jahre 2022 wird der Start dieser Mission erst wesentlich verspätet, frühestens 2028 erfolgen können.

### Zur organischen Chemie
An der Universität Bremen entwickelte er neue analytische Verfahren zur Identifizierung und Quantifizierung organischer Stoffe in geringer Konzentration im Trinkwasser, Oberflächenwasser und im Schwimmbadwasser, in der Luft oder in Lebensmitteln. Dafür verwendete er im Wesentlichen Flüssig- und Gaschromatographische Verfahren in Kombination mit Elektroneneinfang-Detektoren, die speziell für die Identifizierung halogenhaltiger Komponenten geringer Konzentration geeignet sind. Wolfram Thiemann organisierte die deutschlandweite Entnahme von Wasserproben in Freiluft- und Hallenbädern und erprobte Desinfektionsverfahren, die alternativ zu Chlor in Schwimmbädern eingesetzt werden könnten. Er führte toxikologische in-vitro Untersuchungen anhand von Enzymreaktionen, in-vivo Untersuchungen mit Daphnien und Algen sowie biochemische Untersuchungen zum Verhalten von Schwermetallen wie etwa Blei durch. Er untersuchte den Circulardichroismus im sichtbaren und ultravioletten Spektralbereich weiter. Schließlich erforschte er die Analytik organischer Chemikalien im Weltall mittels Gaschromatografie und Massenspektroskopie, insbesondere auch mit der Zielsetzung des Auffindens organischer Substanzen auf Kometen im Rahmen der Rosetta-Mission, oder geplanter Missionen zum Mars.

### Zum Interdisziplinären StudienprojektWeserwasser

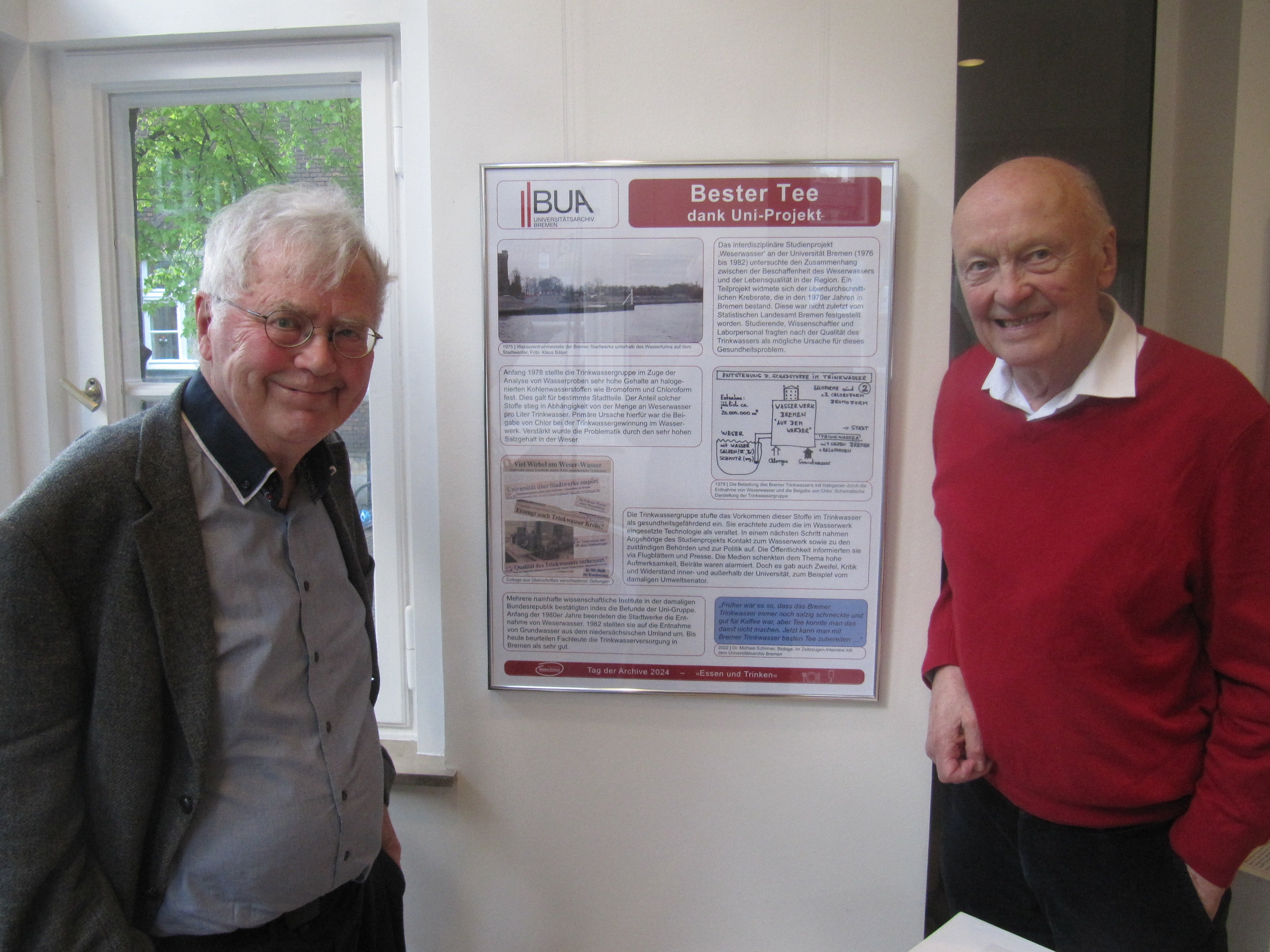
Wolfram Thiemann und Klaus Bätjer bei der Vorstellung des interdisziplinären Forschungsprojekts „Weserwasser“ der Universität Bremen (1976–1982) durch das Universitätsarchiv Bremen (BUA) am 17. April 2024

In den 1970er Jahren wurde im Bundesland Bremen eine erhöhte Krebsrate festgestellt. Das Studienprojekt „Weserwasser“ an der Universität Bremen untersuchte daraufhin einen möglichen Zusammenhang zwischen der Beschaffenheit des Weserwassers und der Lebensqualität in diesem Bundesland. Der Physiker und Umweltexperte Klaus Bätjer, der Limnologe Michael Schirmer und ab 1976 auch der Chemiker Wolfram Thiemann erforschten im Rahmen dieses Projekts die Ursachen für die Verunreinigung des Bremer Trinkwassers. Bei der Analyse der Wasserproben stellten sie darin sehr hohe Gehalte an halogenierten Kohlenwasserstoffen wie Bromoform und Chloroform fest. Diese waren vorwiegend nicht im stark salzwasserhaltigen Weserwasser selbst enthalten, sondern wurden im Wesentlichen erst bei der Trinkwassergewinnung im Bremer Wasserwerk durch die Beigabe von Chlor hinzugefügt.
Professoren der Universität Bremen bewerteten das Vorkommen dieser Stoffe im Trinkwasser als gesundheitsgefährdend und die eingesetzte Technologie im Wasserwerk als veraltet. Gegen den anfänglichen Widerstand der Bremer Umwelt- und Gesundheitsbehörde sowie von Politikern empfahlen sie hierbei dringende Abhilfe. Erst nachdem die drei Wissenschaftler die Öffentlichkeit durch Flugblätter und über die Presse informiert, mehrere namhafte wissenschaftliche Institute sowie Mitarbeiter des Hamburger Umweltsenators die Befunde dieser Universitätsgruppe bestätigt hatten, organisierte Bremen die verstärkte Entnahme von Grundwasser aus dem niedersächsischen Umfeld. Fachleute beurteilen die Qualität des Trinkwassers in Bremen heute als besonders gut. Thiemann bezeichnete den Verzicht auf die Trinkwassergewinnung aus der Weser kritisch. Der Einsatz besserer Aufarbeitungstechnologien im Wasserwerk wäre aus finanziellen und umweltpolitischen Gründen aus seiner Sicht eine geeignetere Lösung gewesen.

## Buchbeiträgen und Aufsätze
- Wolfram Thiemann: Anreicherung der schweren Kohlenstoff-Isotope durch Gegenstrom-Elektrolyse in wässriger Lösung. Dissertation. Hrsg.: TU Berlin, Fakultät für allgemeine Ingenieurwissenschaften. 18. Juli 1966 (d-nb.info).
- Wolfram Thiemann: Disproportionation of enantiomers by precipitation. Springer, 1. März 1974, doi:10.1007/BF01732774 (englisch).
- „Concluding Remarks and Discussion on Amplification of Asymmetry“ by W. Thiemann, in: W. Thiemann (ed.) International Symposium on Generation and Amplification of Asymmetry in Chemical Systems[17], 24-26 Sept. 1973, Jül-Conf-13 Nov. (1974) 273-288
- „Speculations and Facts on the Possible Inductions of Chirality through Earth Magnetic Field“[18] by W. Thiemann, in: Proceedings of the 7th International Conference on the Origins of Life[19] ed. by K. Dose, A. W. Schwartz, and W. H. P. Thiemann Mainz 1983, Reidel Publ. Comp. (1985) 421-426
- „Krieg und Frieden im Zeitalter neuer Waffentechnologien - Am Beispiel der Entwicklung chemischer Waffen“ by Alfred Schrempf und Wolfram H. P. Thiemann, in: P. Alheit, J. Kjaer, H.J. Sandkühler, „Materialien der Internationalen Friedensuniversität - Kein Frieden der Wissenschaft mit dem Krieg“ (1984) 237-257 u. 529-533, Universität Bremen
- „The Origin of Homochirality“ by Wolfram H.-P. Thiemann and Jan-Hendrik Bredehöft, in: V. A. Basiuk Astrobiology - Emergence, Science, and Detection of Life[20] (2010) 263-283, American Science Publishers Stevenson Ranch, Cal. USA
- „Der urzeitliche Molekülbaukasten“[21] by Wolfram H. P. Thiemann, in: K. Al-Shamery Moleküle aus dem All?[22] (2011) 17-51, Wiley-VCH Weinheim